# Rodney Pardey
Rodney Herm Pardey  (Vincennes (Indiana), 5 mei 1945 – Oregon, 1 augustus 2020) was een Amerikaans professioneel pokerspeler. Hij won onder meer het $2.500 Seven Card Stud-toernooi van zowel de World Series of Poker 1991 als de World Series of Poker 1994. Daarmee won hij hoofdprijzen van $133.600,- en $132.000,-. Pardey verdiende tot en met juni 2014 meer dan $500.000,- in pokertoernooien (cashgames niet meegerekend).

## Wapenfeiten
Pardey maakte in de jaren 70 naam als specialist in het 7 Card Stud-spel, tegen tegenstanders als Johnny Moss, Doyle Brunson, Stu Ungar, Chip Reese en Puggy Pearson. Hij behoorde destijds tot de top van het professionele poker. Dat veranderde toen Texas Hold 'em de meest gespeelde spelvariant werd. Niettemin haalde Pardey nog steeds aanzienlijke geldbedragen binnen met zijn specialiteit. Zo won hij onder meer het $5.000 Limit Seven Card Stud- én het $1.000 Limit Seven Card Stud Hi/Lo-toernooi van Stairway to the Stars 1985 in Las Vegas, goed voor $30.000,- en $25.500,-.
Pardey speelde zich voor het eerst in het prijzengeld op de World Series of Poker (WSOP) van 1985. Hij werd toen vijfde in het $1.000 Seven-Card Razz-toernooi. Drie jaar later won hij voor de tweede keer een geldprijs op de WSOP en deze keer ging die vergezeld van zijn eerste WSOP-titel. Op de World Series of Poker 2009 speelde Pardey zich voor de tiende keer naar prijzengeld op de WSOP, in een $1.500 H.O.R.S.E.-toernooi. Bij zes van die gelegenheden viel hij niet af voor hij aan de finaletafel zat. Zo werd hij na het winnen van zijn tweede WSOP-titel ook onder meer tweede in het $1.500 Seven Card Stud-toernooi van de World Series of Poker 2009 (achter Jeff Lisandro) en vierde in het $1.500 Seven Card Stud-toernooi van de World Series of Poker 2003.

## WSOP-titels
| Jaar                       | Toernooi               | Prijs      |
| -------------------------- | ---------------------- | ---------- |
| World Series of Poker 1991 | $2.500 Seven Card Stud | $133.600,- |
| World Series of Poker 1994 | $2.500 Seven Card Stud | $132.000,- |